# Fotskäls församling
Fotskäls församling var en församling i Göteborgs stift och i Marks kommun. Församlingen uppgick 2011 i Västra Marks församling.

## Administrativ historik
Församlingen har medeltida ursprung.
Församlingen var till 1926 annexförsamling i pastoratet Surteby, Fotskäl och Kattunga som från 1693 även omfattade Tostareds församling. Från 1926 till 2011 annexförsamling i pastoratet Surteby-Kattunga, Fotskäl och Tostared som 1962 utökades med Berghems församling och Hajoms församling. Församlingen uppgick 2011 i Västra Marks församling.

## Kyrkor
- Fotskäls kyrka